# Subordynacjonizm
Subordynacjonizm − pogląd chrześcijański twierdzący, że Chrystus jest podporządkowany Bogu Ojcu. Wyniknął on z zastosowania filozofii neoplatońskiej do doktryny o Trójcy Świętej – w subordynacjonizmie Ojciec emanuje Syna, a Syn emanuje Ducha Świętego. Przez to Chrystus jest podporządkowany Ojcu i ma wobec niego niższą pozycję, podobnie jak Duch Święty, który stoi niżej od Ojca i Syna.
Ten typ rozumowania był głoszony przez niektórych teologów w II i III wieku. Przyjęli go m.in.:
- Ignacy Antiocheński, według którego Syn podlega woli Boga[2];
- Justyn Męczennik, który nazywał Syna drugim bogiem, a jego relację do Ojca przedstawiał analogicznie do relacji Hermesa z Zeusem[3][4];
- Tertulian – był zdania, że Syn był mniejszą częścią Boga[5][6];
- Orygenes, który choć przyjmował odwieczne istnienie Chrystusa, tak samo jak wszystkich rozumnych bytów[7], to jednak uznawał Go za mniej doskonałego od Ojca[8];
- Euzebiusz z Cezarei, który uważał Syna Bożego za niższego od Ojca[9].

Dionizy Aleksandryjski w piśmie Elenchus et apologia rozwiał podejrzenia co do swego stosunku do Bóstwa Syna Bożego, przedstawiając ortodoksyjne ujęcie nauki o Trójcy Świętej i uznając niewłaściwość wcześniej używanych sformułowań. Sobór nicejski I w 325 roku potępił subordynacjonizm jako błędnowierstwo.
Bardziej radykalny pogląd głosił Ariusz na przełomie III i IV wieku – stwierdził, że Syn Boży jest stworzeniem. Doprowadziło to do powstania arianizmu w 320 roku.